# Francis M. Cornford
Francis Macdonald Cornford, né le 27 février 1874 à Eastbourne, Sussex et mort le 3 janvier 1943 à Cambridge est un professeur d'humanités classiques et traducteur anglais, auteur influent en philosophie ancienne, notamment sur Platon, Parménide, Thucydide et la religion de la Grèce antique. Frances Crofts Cornford, sa femme, une petite-fille de Charles Darwin fut une poétesse réputée. En raison de la ressemblance phonétique de leurs prénoms, on avait pris dans leurs familles l'habitude de les désigner, lui par ses initiales, FMC et sa femme sous les siennes, FCC.

## Jeunesse et famille
Il est scolarisé à la  St Paul School de Londres.
En 1909, Cornford épouse la poétesse Frances C. Darwin, fille de Sir Francis Darwin et Ellen Wordsworth Darwin, née Crofts, et petite-fille de Charles Darwin . Ils ont ensemble cinq enfants :
- Helena (1913-1994), qui épouse le psychologue jungien américain Joseph L. Henderson (en)[2] en 1934
- John (1915-1936), poète communiste tué pendant la guerre civile espagnole
- Christopher (1917-1993), artiste et écrivain ; il est le père d'Adam Cornford
- Hugh Wordsworth (1921-1997), médecin [3]
- Ruth Clare (1923-1992) ; elle est la mère du journaliste et cinéaste américain Matthew Chapman

## Carrière académique
Cornford fait ses études au Trinity College de Cambridge, dont il est Fellow à partir de 1899 et titulaire d'une chaire d'enseignement à partir de 1902. En 1931, il devient le premier Laurence Professor of Ancient Philosophy. En 1937, il est élu Fellow de la British Academy . Il use de son esprit de satire pour répandre ses propositions de réformes de l'enseignement des classiques à Cambridge, dans Microcosmographia Academica (1908).
Il meurt le 3 janvier 1943 dans sa demeure de Cambridge, Conduit Head . Il est incinéré au crématorium de Cambridge le 6 janvier 1943. 

## Travaux
- (en) Thucydides Mythistoricus (1907), ouvrage dans lequel il soutient que le récit de l'histoire de la Guerre du Péloponnèse par Thucydide est influencé par la vision tragique de cet auteur.
- (en) From Religion to Philosophy: a study in the origins of Western speculation (De la religion à la philosophie : une étude sur les origines de la spéculation occidentale) (1912)  recherche les concepts religieux et sociaux profonds qui ont influencé la pensée des premiers philosophes grecs. Il y revient dans Principium Sapientiae: The Origins of Greek Philosophical Thought (posthume, 1952).
- (en) Microcosmographia Academica (1908), est un ouvrage satirique d'initiés sur la politique interne de l'université universitaire. Il comporte des formules accrocheuses telles que « la doctrine de la maturité du temps », « le principe du coin » et « le principe du précédent dangereux » .
- Dans la préface sa traduction de La République de Platon, avec introduction et notes (OUP, 1941), il insiste sur son objectif  de « transmettre ... autant que possible la pensée de la République sous la forme la plus commode et la moins trompeuse».
- (en) The Origins of Attic Comedy, 1914.
- (en) Greek Religious thought from Homer to Alexander, 1923.
- (en) The Laws of Motion in Ancient Thought, 1931.
- (en) Before and After Socrates, 1931.
- (en) Plato’s Theory of Knowledge: the Theaetetus and Sophist of Plato, 1935.
- (en) Plato’s Cosmology: the Timaeus of Plato, 1937.
- (en) Plato and Parmenides, 1939.